# 종정초등학교
종정초등학교는 대한민국 전북특별자치도 김제시 백산면 상정리에 있는 공립 초등학교이다.

## 학교 연혁
- 1939년 5월 9일 종정공립심상소학교 개교
- 1941년 4월 1일 종정공립국민학교로 개칭
- 1982년 3월 5일 병설유치원 개원
- 1996년 3월 1일 종정초등학교 개칭
- 1998년 6월 8일 본관 개축 준공
- 1999년 3월 1일 수월분교 본교로 관할
- 2007년 2월 28일 수월분교 폐교
- 2013년 1월 20일 다목적실 리모델링 완료
- 2016년 3월 1일 후관 4개 교실 및 급식실 준공
- 2021년 9월 1일 제19대 하향자 교장 부임
- 2022년 2월 11일 제78회 졸업식 10명 졸업(총 졸업생 수 : 5,012명)
- 2022년 3월 1일 초등 6학급, 유치원 1학급 편성

## 참고 자료
- 종정초등학교 - 한국교육학술정보원 학교알리미